# Ordowik środkowy
| System                           | Oddział  | Piętro    | Wiek (mln lat) |
| -------------------------------- | -------- | --------- | -------------- |
| Sylur                            | Landower | Ruddan    | młodsze        |
| Ordowik                          | Późny    | Hirnant   | 445,6–443,7    |
| Ordowik                          | Późny    | Kat       | 455,8–445,6    |
| Ordowik                          | Późny    | Sandb     | 460,9–455,8    |
| Ordowik                          | Środkowy | Darriwil  | 468,1–460,9    |
| Ordowik                          | Środkowy | Daping    | 471,8–468,1    |
| Ordowik                          | Wczesny  | Flo       | 478,6–471,8    |
| Ordowik                          | Wczesny  | Tremadok  | 488,3–478,6    |
| Kambr                            | Furong   | Piętro 10 | starsze        |
| Podział według IUGS, lipiec 2009 |          |           |                |

Ordowik środkowy (ang. Middle Ordovician)
- w sensie geochronologicznym – druga epoka ordowiku, trwająca około 11 milionów lat (od 471,8 ± 1,6 do 460,9 ± 1,6 mln lat temu). Ordowik środkowy jest młodszy od wczesnego ordowiku a starszy od późnego ordowiku. Dzieli się na dwa wieki: daping i darriwil.

- w sensie chronostratygraficznym – drugi oddział ordowiku, wyższy od dolnego ordowiku a niższy od górnego ordowiku. Podzielony na dwa piętra: daping i darriwil.